# Vyjayanthi Chari
Vyjayanthi Chari (née en 1958) est une professeure indo-américaine de mathématiques à l'université de Californie à Riverside, connue pour ses recherches en théorie des représentations, en particulier des groupes quantiques. En 2015, elle est élue fellow de l'American Mathematical Society.

## Formation
Après ses études secondaires, Chari obtient une maîtrise à l'université de Bombay. Elle y soutient une thèse de doctorat sous la direction de Rajagopalan Parthasarathy.

## Carrière
Après son doctorat, elle intègre le Tata Institute of Fundamental Research à Bombay. En 1991, elle rejoint l'université de Californie à Riverside (UCR) où elle est maintenant professeur émérite de mathématiques. Au cours de sa carrière, elle effectue plusieurs longs séjours à l'étranger : elle est invitée senior à l'Institut Mittag-Leffler en Suède ; professeure invitée à l'université de Cologne en Allemagne ; professeure invitée à l'université Paris 7 ; chercheuse invitée à l'université Brown, dans le Rhode Island ; elle est invitée senior au Hausdorff Research Institute for Mathematics de Bonn, en Allemagne ; enfin, elle est professeure invitée à l'université de Rome Tor Vergata en Italie.
Elle est dans le comité éditorial du Pacific Journal of Mathematics et rédactrice en chef de la revue Algebras and Representation Theory.
Avec Andrew N. Pressley, elle est l'auteure du livre A Guide to Quantum Groups (Cambridge University Press, 1994).

## Prix et récompenses
- Prix de directeur de thèse de doctorat / mentor décerné par le Sénat académique de l'UCR[5].
- Élue membre de l'American Mathematical Society (promotion 2016)[3].
- Boursière Simons en 2019-2020.
- Professeure invitée de la chaire Infosys, Indian Institute of Science, 2019-2023.